# 選抜高等学校野球大会入場行進曲
選抜高等学校野球大会入場行進曲（せんばつこうとうがっこうやきゅうたいかいにゅうじょうこうしんきょく）は、選抜高等学校野球大会の開会式・閉会式で使われる入場行進曲のこと。

## 概要
入場行進曲の選曲に関しての明確な規定は無いが、第34回大会（1962年）での「上を向いて歩こう」以降は、前年のヒット曲が主に採用されている。それ以前は大会歌、軍歌、本来の行進曲、外国映画の主題歌等が使われていた。
音源は大阪市音楽団によって毎年2月上旬ごろに録音され、出場校に記念としてカセットやCDで贈られている。また、毎年開幕前からCDを発売している（内容は入場行進曲、ファンファーレ、「今ありて」、「栄光」が収録されている）。現在これらの曲はその年のCDアルバム「ポップ・ヒット・マーチ」シリーズに収録されることが多くなっている。なお、歴代入場行進曲は一部を除きiTunes Storeで購入できる。
開会式・閉会式当日は、大阪・兵庫・京都・滋賀・奈良・和歌山の各府県の警察音楽隊が演奏を担当している。当初は開会式の全ての演奏を警察音楽隊が行っていたが、1995年は阪神・淡路大震災の影響で警察音楽隊に関わっている警察官が被災地の復旧などの業務を優先する関係で引き受けられなくなったため、「同じ高校生から代役をお願いしたい」という主催者の意向で兵庫県西宮市高等学校吹奏楽連盟に加盟する高校の吹奏楽部員が演奏に参加した。1998年に警察音楽隊が復帰した後も、入場行進以外の演奏に引き続き高校生が参加している。
かつては原曲を歌うアーティストや作詞・作曲者が毎日放送による開会式中継のゲストに招かれていた。だが、第57回（1985年）のチェッカーズや第61回（1989年）の光GENJIなどは、女性ファンが殺到して会場が混乱すると判断されたために出演しなかった。
NHKの中継では龍野順義がエレクトリックピアノ（fender rhodes mark-1）で演奏したものを試合の合間に流していた（デジタル衛星ハイビジョンでの中継では第1・2試合各終了後にも流していた）。
第87回（2015年）からは大会開催期間中、阪神甲子園球場の最寄り駅である阪神本線甲子園駅の列車接近メロディに、入場行進曲と同じ楽曲が使用されている（編曲は向谷実が担当）。

## 歴代入場行進曲
| 回 | 開催年 | 曲名（選出回数）                                                 | 歌手（選出回数）                                 | 備考                                         |
| -- | ------ | ---------------------------------------------------------------- | ------------------------------------------------ | -------------------------------------------- |
| 01 | 1924年 | 星条旗よ永遠なれ 双頭の鷲の旗の下に など                         |                                                  | メドレー                                     |
| 02 | 1925年 | カレドニアン・マーチ                                             |                                                  |                                              |
| 03 | 1926年 | 親しき戦友                                                       |                                                  |                                              |
| 04 | 1927年 | （入場式中止）                                                   | 大正天皇崩御の国喪に服し入場行進を中止           |                                              |
| 05 | 1928年 | モン・パリ バレンシア                                            | メドレー                                         |                                              |
| 06 | 1929年 | 観兵式行進曲                                                     |                                                  |                                              |
| 07 | 1930年 | われら戦友                                                       |                                                  |                                              |
| 08 | 1931年 | 旧大会歌                                                         |                                                  |                                              |
| 09 | 1932年 | 爆弾三勇士の歌                                                   | 陸軍戸山学校軍楽隊                               |                                              |
| 10 | 1933年 | 青年                                                             |                                                  |                                              |
| 11 | 1934年 | 陽は舞いおどる甲子園                                             | 2代目大会歌                                      |                                              |
| 12 | 1935年 | 陽は舞いおどる甲子園                                             | 2回目                                            |                                              |
| 13 | 1936年 | 陽は舞いおどる甲子園                                             | 3回目                                            |                                              |
| 14 | 1937年 | 陽は舞いおどる甲子園                                             | 4回目                                            |                                              |
| 15 | 1938年 | 愛国行進曲                                                       |                                                  |                                              |
| 16 | 1939年 | 大陸行進曲                                                       | 徳山璉 久富吉晴 波岡惣一郎                       |                                              |
| 17 | 1940年 | 紀元二千六百年                                                   |                                                  |                                              |
| 18 | 1941年 | 国民進軍歌                                                       | 徳山璉 四家文子 柴田睦陸 中村淑子                | 『国民歌謡』第70集                           |
| 19 | 1947年 | 剣と槍                                                           |                                                  | 作曲：ヘルマン・シュタルケ                   |
| 20 | 1948年 | 鐘の鳴る丘                                                       | 川田正子                                         |                                              |
| 21 | 1949年 | 異国の丘                                                         | 中村耕造&竹山逸郎                                |                                              |
| 22 | 1950年 | ハイスクール                                                     |                                                  |                                              |
| 23 | 1951年 | スポーツショー行進曲                                             | 作曲：古関裕而                                   |                                              |
| 24 | 1952年 | 君が代行進曲                                                     | 作曲：吉本光蔵                                   |                                              |
| 25 | 1953年 | 黄色いリボン                                                     | ミッチ・ミラー合唱団                             |                                              |
| 26 | 1954年 | 錨を上げて                                                       |                                                  |                                              |
| 27 | 1955年 | セントルイス・ブルース・マーチ                                   |                                                  |                                              |
| 28 | 1956年 | 雷神                                                             |                                                  |                                              |
| 29 | 1957年 | 緑のこだま                                                       | 毎日新聞選定曲                                   |                                              |
| 30 | 1958年 | クワイ河マーチ                                                   | ミッチ・ミラー合唱団                             |                                              |
| 31 | 1959年 | 皇太子のタンゴ                                                   | リカルド・サントス楽団                           |                                              |
| 32 | 1960年 | 誕生日                                                           |                                                  |                                              |
| 33 | 1961年 | バッファロー大隊マーチ                                           | アート・ムーニー楽団 山下敬二郎                  |                                              |
| 34 | 1962年 | 上を向いて歩こう                                                 | 坂本九（1）                                      | 同年より前年流行歌を採用                     |
| 35 | 1963年 | いつでも夢を                                                     | 橋幸夫&吉永小百合（1）                           |                                              |
| 36 | 1964年 | こんにちは赤ちゃん                                               | 梓みちよ                                         |                                              |
| 37 | 1965年 | 幸せなら手をたたこう                                             | 坂本九（2）                                      |                                              |
| 38 | 1966年 | ともだち                                                         | 坂本九（3）                                      |                                              |
| 39 | 1967年 | 世界の国からこんにちは                                           | 三波春夫（1） 坂本九（4） 吉永小百合（2） 等競作 | 大阪万国博覧会テーマソング                   |
| 40 | 1968年 | 世界は二人のために                                               | 佐良直美                                         |                                              |
| 41 | 1969年 | 三百六十五歩のマーチ                                             | 水前寺清子                                       |                                              |
| 42 | 1970年 | 世界の国からこんにちは                                           | 三波春夫（2） 坂本九（5） 吉永小百合（3） 等競作 | 2回目                                        |
| 43 | 1971年 | 希望                                                             | 岸洋子                                           |                                              |
| 44 | 1972年 | また逢う日まで                                                   | 尾崎紀世彦                                       |                                              |
| 45 | 1973年 | 虹をわたって                                                     | 天地真理                                         |                                              |
| 46 | 1974年 | 草原の輝き                                                       | アグネス・チャン                                 |                                              |
| 47 | 1975年 | おかあさん                                                       | 森昌子                                           |                                              |
| 48 | 1976年 | センチメンタル                                                   | 岩崎宏美（1）                                    |                                              |
| 49 | 1977年 | ビューティフル・サンデー                                         | ダニエル・ブーン 田中星児 トランザム 等競作      |                                              |
| 50 | 1978年 | 愛のメモリー                                                     | 松崎しげる                                       |                                              |
| 51 | 1979年 | 季節の中で                                                       | 松山千春                                         |                                              |
| 52 | 1980年 | YOUNG MAN (Y.M.C.A.)                                             | 西城秀樹                                         |                                              |
| 53 | 1981年 | 青い珊瑚礁                                                       | 松田聖子                                         |                                              |
| 54 | 1982年 | ルビーの指環                                                     | 寺尾聰                                           |                                              |
| 55 | 1983年 | 聖母たちのララバイ                                               | 岩崎宏美（2）                                    |                                              |
| 56 | 1984年 | CAT'S EYE                                                        | 杏里                                             |                                              |
| 57 | 1985年 | 星屑のステージ                                                   | チェッカーズ                                     |                                              |
| 58 | 1986年 | 青春                                                             | 岩崎良美                                         |                                              |
| 59 | 1987年 | CHA-CHA-CHA                                                      | 石井明美                                         |                                              |
| 60 | 1988年 | 夢冒険                                                           | 酒井法子                                         |                                              |
| 61 | 1989年 | パラダイス銀河                                                   | 光GENJI                                          |                                              |
| 62 | 1990年 | 約束                                                             | 相川恵里                                         | 国際花と緑の博覧会テーマソング               |
| 63 | 1991年 | おどるポンポコリン                                               | B.B.クィーンズ                                   |                                              |
| 64 | 1992年 | どんなときも。                                                   | 槇原敬之                                         |                                              |
| 65 | 1993年 | 今ありて                                                         |                                                  | 3代目大会歌                                  |
| 66 | 1994年 | 負けないで                                                       | ZARD                                             |                                              |
| 67 | 1995年 | がんばりましょう                                                 | SMAP（1）                                        | 阪神・淡路大震災のため大会時点での録音なし   |
| 68 | 1996年 | TOMORROW                                                         | 岡本真夜                                         |                                              |
| 69 | 1997年 | これが私の生きる道                                               | PUFFY                                            |                                              |
| 70 | 1998年 | 硝子の少年                                                       | KinKi Kids                                       |                                              |
| 71 | 1999年 | 長い間                                                           | Kiroro                                           |                                              |
| 72 | 2000年 | First Love                                                       | 宇多田ヒカル                                     |                                              |
| 73 | 2001年 | TSUNAMI イエスタデイ ヘイ・ジュード オブ・ラ・ディ、オブ・ラ・ダ | サザンオールスターズ（1） ビートルズ             | メドレー                                     |
| 74 | 2002年 | 明日があるさ                                                     | 坂本九（6） ウルフルズ Re:Japan 競作             |                                              |
| 75 | 2003年 | 大きな古時計                                                     | 平井堅                                           |                                              |
| 76 | 2004年 | 世界に一つだけの花                                               | SMAP（2）                                        |                                              |
| 77 | 2005年 | 君こそスターだ                                                   | サザンオールスターズ（2）                        |                                              |
| 78 | 2006年 | 青春アミーゴ                                                     | 修二と彰                                         |                                              |
| 79 | 2007年 | 宙船（そらふね）                                                 | TOKIO                                            |                                              |
| 80 | 2008年 | 蕾                                                               | コブクロ                                         |                                              |
| 81 | 2009年 | キセキ                                                           | GReeeeN                                          |                                              |
| 82 | 2010年 | My Best Of My Life                                               | Superfly                                         |                                              |
| 83 | 2011年 | ありがとう                                                       | いきものがかり                                   | 警察音楽隊による演奏はなし                   |
| 84 | 2012年 | Everyday、カチューシャ                                           | AKB48（1）                                       |                                              |
| 85 | 2013年 | 花は咲く                                                         | 花は咲くプロジェクト                             | NHK東日本大震災復興支援ソング                |
| 86 | 2014年 | 恋するフォーチュンクッキー                                       | AKB48（2）                                       |                                              |
| 87 | 2015年 | Let It Go〜ありのままで〜                                        | イディナ・メンゼル 松たか子                      |                                              |
| 88 | 2016年 | もしも運命の人がいるのなら                                       | 西野カナ                                         |                                              |
| 89 | 2017年 | 恋                                                               | 星野源                                           |                                              |
| 90 | 2018年 | 今ありて                                                         |                                                  | 2回目                                        |
| 91 | 2019年 | 世界に一つだけの花 どんなときも。                                | SMAP（3） 槇原敬之（2）                          | メドレー 両曲とも2回目かつ槇原敬之作詞・作曲 |
| 92 | 2020年 | パプリカ                                                         | Foorin（1） 米津玄師（1）                        | 開催中止                                     |
| 93 | 2021年 | パプリカ                                                         | Foorin（2） 米津玄師（2）                        | 2回目 警察音楽隊による演奏はなし             |
| 94 | 2022年 | 群青                                                             | YOASOBI                                          |                                              |
| 95 | 2023年 | アイラブユー                                                     | back number                                      |                                              |
| 96 | 2024年 | 愛の花                                                           | あいみょん                                       |                                              |
| 97 | 2025年 | 幾億光年                                                         | Omoinotake                                       |                                              |

## 編曲者
- 辻井市太郎 - 元・大阪市音楽団団長（第34回大会 - 第58回大会）
- 永野慶作 - 元・大阪市音楽団団長（第59回大会 - 第80回記念大会）
- 酒井格 - 作曲家（第81回大会 - ）